# 제4항공군 (일본군)
제4항공군(第四航空軍 다이욘고쿠군[*])은 일본 제국 육군 항공대의 군이다. 통칭호는 참(真 신[*])병단, 군대부호는 4FA.

## 역사
1943년 7월 28일, 대본영의 대륙령 제818호 명령에 따라 뉴기니 방면의 제6, 7비행사단을 편성하여 창설되었다. 제8방면군 소속 부대로서 육군을 지원하였고, 일본군이 뉴기니 전역에서 패배하자 후퇴하였다.
1944년 2월에 제2방면군으로 전속 및 마나도로 옮겨갔다. 6월부터는 제2차 필리핀 전역을 위해 첩1호 작전에 따라 마닐라로 옮겨가 레이테 전투에 참가하였다. 말기에는 카미카제 공격을 하는 특별공격대를 운용하였다.
1945년 1월 1일, 제14방면군으로 전속하여 루손 전투 도중에 타이완섬으로 옮겨가는 무단행위에 따라 2월 28일에 폐지되었다.

## 조직

### 지휘부
사령관
1. 중장 데라모토 구마이치; 1943년 7월 20일
2. 중장 도미나카 교지; 1944년 8월 30일 ~ 1945년 2월 24일

참모장
1. 소장 아키야마 도요지; 1943년 7월 20일
2. 소장 모리모토 군조; 1944년 4월 1일
3. 소장 데라다 세이이치; 1944년 8월 30일
4. 소장 쿠마베 마사미; 1944년 11월 25일 ~ 1945년 2월 24일

### 편성
- 제6비행사단: 중장 이타하나 기이치
  - 비행 제10전대
  - 비행 제24전대
  - 비행 제33전대
  - 비행 제63전대
  - 비행 제248전대
- 햐쿠조시 육군비행학교 교도비행단
  - 비행 제26전대
  - 비행 제34전대
  - 비행 제208전대
  - 햐쿠조시 교도항공지구사령부
  - 제12항공지구사령부
- 제7비행사단: 중장 스도 에이노스케
  - 제3비행단: 소장 쓰카다 리키치
  - 제9비행단: 소장 이시카와 아이
    - 비행 제5전대
    - 비행 제7전대
    - 비행 제13전대
    - 비행 제14전대
    - 비행 제45전대
    - 비행 제59전대
    - 비행 제61전대
    - 비행 제75전대
    - 제4항공지구사령부
    - 제9항공지구사령부

  - 제9항공통신연대
  - 제21야전항공수리창
  - 제21야전항공보급창
- 제1정진단: 대좌 가와시마 게이고
  - 정진 제1연대
  - 정진 제2연대
  - 제5항공통신연대
  - 제4항공통신연대
  - 제14야전항공수리창
  - 제14야전항공보급창
  - 제17선박항공창
- 제14비행단: 대좌 다테야마 다케오
  - 비행 제68전대
  - 비행 제78전대

## 기록
소속
- 제8방면군, 1943년 7월 28일
- 제2방면군, 1944년 4월
- 제14방면군, 1945년 1월 1일

참전
- 뉴기니 전역
- 필리핀 전역 (1944년~1945년)
  - 레이테 전투
  - 루손 전투

## 참고
- 秦郁彦 (2005년 8월 1일). 《日本陸海軍総合事典》 (일본어) 2판. 도쿄 대학 출판회. ISBN 4130301357.
- 外山操 (1987).  森松俊夫, 편집. 《帝国陸軍編制総覧》 (일본어). 芙蓉書房.
- 木俣滋郎 (1987). 《陸軍航空隊全史》. 航空戦史シリーズ90 (일본어). 朝日ソノラマ.
- 《太平洋戦争師団戦史》. 別冊歴史読本 戦記シリーズNo.32 (일본어). 新人物往来社. 1996.
- 防衛研修所戦史室 (1976). 《陸軍航空の軍備と運用（3）大東亜戦争終戦まで》. 戦史叢書 (일본어). 朝雲新聞社.